# Thamnophilus caerulescens
El batará variable (en Perú) (Thamnophilus caerulescens), también denominado choca común o batará común (en Argentina), batará plomizo (en Paraguay) o plomiza (en Uruguay), o curruca azulada (en Uruguay), es una especie de ave paseriforme de la familia Thamnophilidae perteneciente al numeroso género Thamnophilus. Es nativo de América del Sur. Es, como su nombre común indica, sin duda la especie de hormiguero con el plumaje más variable, que lleva a la especulación de que comprende más de una especie, pero la evidencia disponible actualmente sugiere que esta suposición es incorrecta.

## Distribución y hábitat
El batará variable se encuentra ampliamente en el este y el sur de Brasil, con poblaciones disjuntas en Ceará, Pernambuco y Alagoas. Desde el sur de Brasil, su alcance se extiende a través de Uruguay, Paraguay, el norte de Argentina, Bolivia, y a lo largo de la vertiente oriental de los Andes en Perú, hasta el norte de la región amazónica. Ver más detalles en Subespecies.
Se encuentra en una amplia distribución de hábitats de gran densidad de ligero arbolado, que van desde el borde del bosque húmedo al bosque árido. En gran parte de su distribución se lo puede encontrar en las tierras bajas, pero se encuentra principalmente en colinas del noreste de Brasil, y se limita a las tierras altas de hasta 2600 metros (8500 pies), a nivel local, hasta 3000 m (9800 pies ), a través de una gran parte de su cordillera de los Andes.

## Descripción
El batará variable es un pájaro rechoncho, con una longitud total de aproximadamente 14 a 16 cm (5.5 a 6.3 pulgadas). El macho tiene alas negras con borde gris al rémige (a veces muy estrecha, y apenas visible en la subespecie donde los machos son principalmente negros), y barras en las alas blancas que pueden aparecer como manchas, especialmente en la cubierta de las alas menores. La cola es de color negro con puntas blancas (mejor visible desde abajo). En el este, centro y sur de las subespecies, el pecho y la mayor parte de la cabeza son de color gris, la espalda es de color gris con cantidades variables de negro (puede ser casi totalmente negro), un parche blanco semi-oculta interescapular, y la corona es de color negro (la corona negra es reducida en el extremo norte del Brasil). La variación en el color de la barriga y región infracaudal es muy complejo, que va desde el blanco en algunas subespecies, más gris que en otros, a lo canela oscuro. El macho de la subespecie occidental melanochrous de los Andes del Perú es sorprendentemente diferente, siendo en general negro, excepto por el blanco en sus alas y cola. El macho de la subespecie aspersiventer de los Andes en el noroeste de Bolivia y Perú se acerca al melanochrous en color, pero es denso y blanca salvo en el vientre.

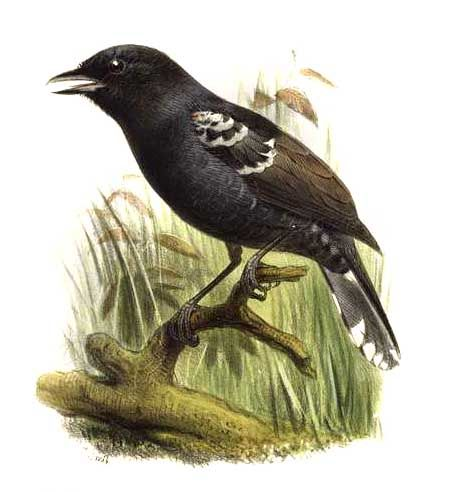
Thamnophilus caerulescens melanchrous, macho, ilustración de Joseph Smit para Proceedings of the Zoological Society of London, 1876.

Las hembras son igualmente variables. En la mayoría de esta gama de especies, sus alas son de color marrón negruzco con bordes rufo a las rémiges, y barras en las alas de color blanco o beige (a menudo parecen bastante irregular). En el noreste de Brasil, las barras de las alas son muy reducidos, y en la población de Ceará, una ampliación donde básicamente no existe. La cola se asemeja a la de los machos, pero a menudo es más marrón. Las partes inferiores son color naranja y canela, en una subespecie que se extiende para arriba hasta el pecho, pero en la mayoría el pecho es de color marrón pálido o gris. La parte posterior es de color marrón y la cabeza es gris puro o teñidos de gris marrón claro, mientras que la mayoría de las subespecies tienen una corona de color marrón, que es de color negro en algunas partes del centro de Brasil y en las subespecies de la región andina, la melanochrous y la aspersiventer. Ambos sexos de todas las subespecies tienen las patas grises y un pico rechoncho que es de color gris por debajo y negruzco por encima. Algunas subespecies se confunden fácilmente con las especies del grupo batará pizarrosos, pero se difieren constantemente en su amplio borde blanco de las terciarias.

## Estado de conservación
Por lo general es común y por lo tanto considerada «de menor preocupación» por la BirdLife International y la UICN. La subespecie cearensis en el extremo noreste de Brasil se limita a una región con la extensa destrucción del hábitat, y su estado puede ser causa de preocupación.

## Comportamiento
En términos de comportamiento, este es un típico hormiguero Thamnophilus. Generalmente se encuentra solo o en pares en niveles bajos, a menudo dentro de la densa maleza. En consecuencia, a menudo puede ser difícil de verlo.

### Alimentación
Se alimenta principalmente de insectos y otros artrópodos. También se ha reportado que se alimentan de semillas y frutos. Mientras se alimentan, se ven regularmente "lavando" la cola y agitando sus alas.

### Reproducción
Su reproducción es estacional, pero el momento exacto depende de la región. El nido es como una taza de tejida, generalmente la colocan en partes bajas. Ambos sexos incuban de 2 a 3 huevos.

## Sistemática

### Descripción original
La especie T. caerulescens fue descrita originalmente por el naturalista francés Louis Pierre Vieillot en 1816, bajo el mismo nombre científico. La localidad tipo fue «Paraguay.»

### Etimología
El nombre genérico «Thamnophilus» deriva del griego «thamnos»: arbusto y «philos»: amante; «amante de arbustos»; y el nombre de la especie «caerulescens», del latín «caeruleus»: de color plomo azulado.

### Taxonomía
Es pariente próxima a Thamnophilus unicolor, estas dos especies, junto a T. aethiops y T. aroyae, forman un clado bien fundamentado.
Su plumaje es muy variable, algunas variaciones en la voz y su distribución inusual han dado lugar a especulaciones generalizadas de que se trata más de una especie. Los estudios con ADN mitocondrial y la voz de la población de Bolivia, que es un punto de encuentro de varias de las subespecies claramente diferentes, no apoyó la teoría de varias especies, en lugar de lo que sugiere que gran parte de la variación vocal es clinal y de flujo genético entre distintas poblaciones que se mantiene sin interrupciones. Los taxones en el noreste de Brasil, que también son relativamente distintivos, no fueron incluidos en estos estudios, y por lo tanto, no está claro si son dignos de reconocimiento como especies. Otro problema se relaciona con las variaciones dentro de las subespecies. Por ejemplo, las subespecies dinellii y cearensis son variables, dando como resultado la descripción de las subespecies adicionales para algunas subpoblaciones. Si algunos de estos son válidos, aún está por verse.
Las otras subespecies descritas, connectens (del centro este de Bolivia), se sinonimiza con dinellii; subandinus (del norte de Perú) con melanchrous; albonotatus (del centro este de Brasil) con la nominal; y pernambucensis (del noreste de Brasil) con cearensis.

### Subespecies
Según la clasificación del Congreso Ornitológico Internacional (IOC) (Versión 7.2, 2017) se reconocen 8 subespecies, con su correspondiente distribución geográfica:

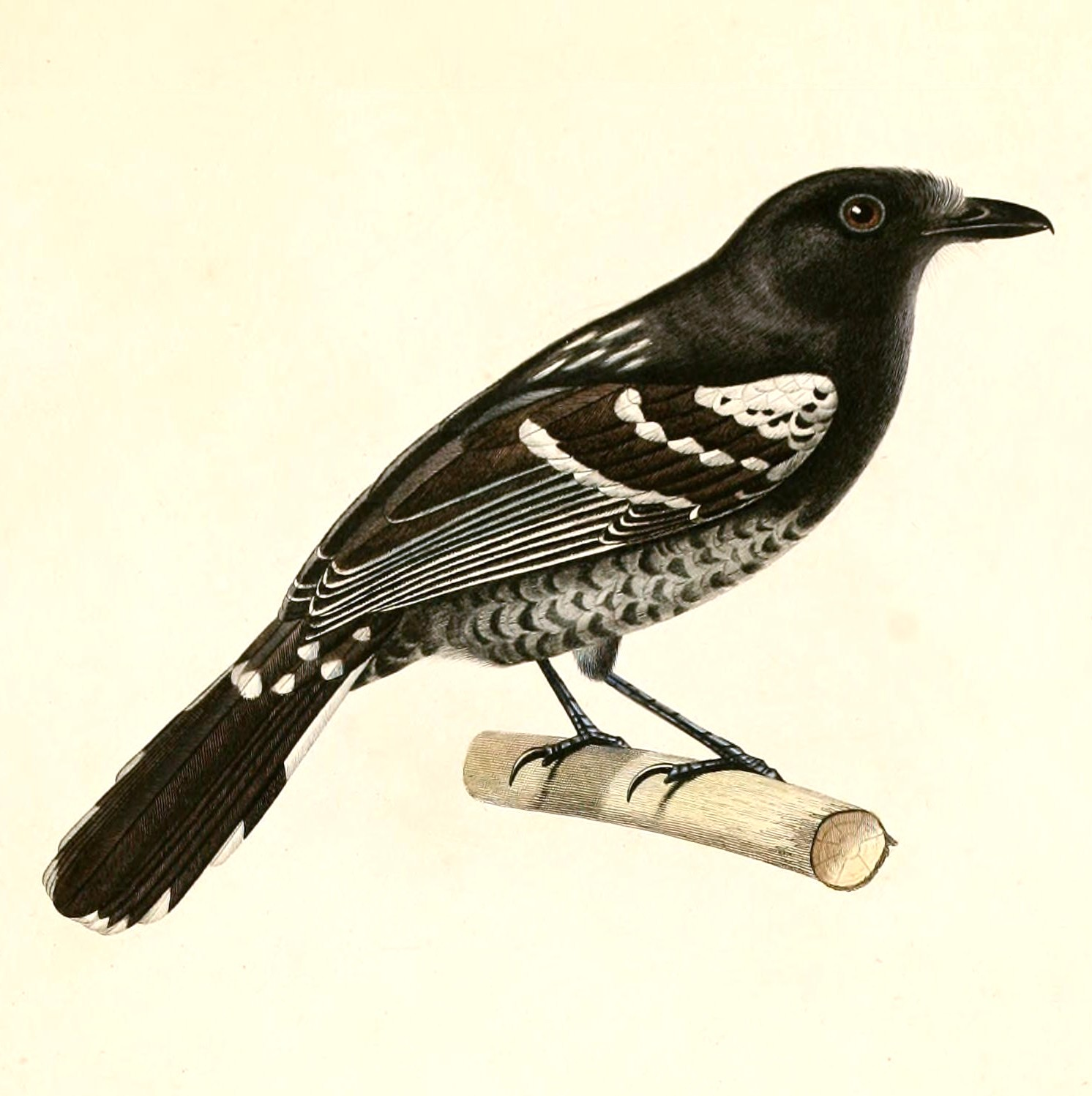
Thamnophilus caerulescens aspersiventer, ilustración en Voyage dans l'Amérique méridionale, de d'Orbigny, 1847.

- Thamnophilus caerulescens melanchrous Sclater & Salvin, 1876 – pendiente oriental de los Andes en Perú (desde Amazonas al sur del río Marañon hasta el norte de Puno).
- Thamnophilus caerulescens aspersiventer d’Orbigny & Lafresnaye, 1837 – sureste de Perú (sureste de Puno) y centro oeste de Bolivia (pendiente norte en La Paz, Cochabamba y Santa Cruz).
- Thamnophilus caerulescens dinellii Berlepsch, 1906 – centro este y sur de Bolivia en las pendientes sureña y oriental de los Andes (Santa Cruz al sur hasta Tarija), y en el noroeste de Argentina (pendiente oriental desde Jujuy al sur hasta La Rioja y, en elevaciones menores, hacia el este hasta Formosa y sur y norte de Córdoba y Santa Fe).
- Thamnophilus caerulescens paraguayensis Hellmayr, 1904 – surese de Bolivia (tierras bjas de Santa Cruz), noroeste y centro este de Paraguay (a occidente del río Paraguay y, hacia el este, en Concepción, Amambay y San Pedro) y sur de Brasil (Mato Grosso do Sul).
- Thamnophilus caerulescens gilvigaster Pelzeln, 1868 – noreste de Argentina (al este del río Paraná excepto Misiones), extremo sureste de Brasil (este de Paraná y sureste de São Paulo hacia el sur hasta Río Grande do Sul) y Uruguay.
- Thamnophilus caerulescens caerulescens Vieillot, 1816 – sureste de Paraguay (a oriente del río Paraguay excepto Concepción, Amambay y San Pedro), extremo norte de Argentina (Misiones), y parte norte del sureste de Brasil (Minas Gerais y sureste de Bahía hacia el sur hasta el oeste de Paraná, oeste y noreste de São Paulo y Río de Janeiro).
- Thamnophilus caerulescens ochraceiventer Snethlage, 1928 – centro este de Brasil (sur de Tocantins, Goiás, Distrito Federal, centro sur de Bahía).
- Thamnophilus caerulescens cearensis (Cory, 1919) – noreste de Brasil (Ceará, Pernambuco, Alagoas).

La clasificación Clements Checklist v.2016, lista subandinus Taczanowski, 1882, en lugar de melanchrous.